# Назруллаев, Абдулла Ибодуллаевич
Абдулла Ибодуллаевич Назруллаев (узб. Abdulla Ibodullayevich Nazrullayev, род. в 1963, Гиждуван, Бухарская область, Узбекская ССР) — узбекский художник-керамист, гончар, представитель гиждуванской гончарной школы в 7-м поколении и единственной сохранившейся династии потомственных керамистов Гиждувана — Назруллаевых. Народный мастер Узбекистана (2021).

## Биография
Родился в 1963 году в Гиждуване, в семье потомственного гончара, шесть поколений его предков занимались гончарным ремеслом. С 1970 по 1980 годы учился в средней школе, с 1985 по 1990 годы — в Бухарском государственном педагогическом институте. Учился гончарному делу у своего отца, известного мастера-керамиста Ибодуллы Нарзуллаева. По инициативе Абдуллы Нарзуллаева в доме его отца в Гиждуване был создан «Дом-музей Ибодуллы Нарзуллаева», в котором размещаются: музей гончарного дела, выставочный зал и гончарная, ковроткаческая и вышивальная мастерские. Комплекс, который стал сегодня центром гиждуванских ремесел, исполняет также функции национального гостевого дома, в котором туристы могут увидеть быт узбекской семьи и приобщиться к традиционным ремёслам.
В 2021 году Назруллаеву было присвоено почётное звание народного мастера Узбекистана.

## Семья
- Отец: Ибодулла Назруллаев (1927—1987) — советский, узбекский художник-керамист, мастер гончар[4].
- Брат: Алишер Ибодуллаевич Назруллаев (род. 1953) —  узбекский художник-керамист, академик Академии художеств Узбекистана (2003), народный мастер Узбекистана (2002)[5].
- Сёстры: Зебинисо, Мехринисо, Махбуби, Матлуба, Мавлуда, Манзура, Назира, Нодира, Дилфуза[6].

## Творчество
Экпонируется на международных выставках с 1989 года, за это время принял участие в более чем 160 международных и национальных выставках, фестивалях и конкурсах, проходивших в более чем 40 странах мира, в том числе в Японии, Германии, Испании, Италии, США, России, Франции, Кувейте; в частности, с 2006 по 2024 годы являлся постоянным участником международной выставки «International Folk Art Market», проходящей в Санта-Фе.
В 2023 году в Ташкенте состоялась персональная выставка мастера приуроченная к его 60-летию, на которой было представлено около 100 его работ.
Образцы его работ находятся в собраниях музеев мира, в том числе в Британском музее.

## Награды
- Народный мастер Узбекистана (2021)[2]